# Александрійський хрестовий похід (1365)
Александрійський хрестовий похід — короткий похід, що відбувся в жовтні 1365 під проводом Петра I Кіпрського проти Александрії. Він був частково викликаний релігійними спонуканнями, але відрізнявся від більш відомих хрестових походів тим, що його спричинили загалом економічні причини.

## Передумови
Петро I хотів припинити верховенство Александрії як ведучого порту в Східному Середземномор'ї в надії, що кіпрська Фамагуста потім отримає вигоду з переорієнтованої торгівлі. При цьому релігійні питання відійшли на другий план. Петро I три роки, з 1362 по 1365 роки, збирав армію і шукав фінансову підтримку для хрестового походу у впливових сил. Коли він дізнався про запланований напад єгиптян на його Кіпрське королівство, він використовував ту ж стратегію превентивної війни, яку використовував проти турків, і направив свої військові амбіції проти Єгипту. З Венеції він привів флот і сухопутні війська, щоб влаштувати збір на острові Родос, де до них приєдналися лицарі ордена Святого Іоанна.

## Хід походу
У жовтні 1365 Петро I вирушив на кораблях з Родосу, особисто командуючи значним експедиційним корпусом і флотом, що складався зі 165 суден, попри збільшення економічного і політичного впливу Венеції. Висадка відбулася в Александрії 9 жовтня. Александрію було захоплено завдяки військовій хитрості. Оборонці були обманом сконцентровані в боях у районі навколо західної гавані, де хрестоносці начебто продемонстрували прагнення захопити місто. Але справжні сили, включаючи кавалерію, підібралися до іншого місця міських мурів, мабуть, ховаючись на кладовищі, де були непомічені захисниками. Таким чином, хрестоносці отримали можливість напасти з двох боків, що зрештою призвело до захоплення Александрії. Упродовж наступних трьох днів армія Петра розграбувала місто до підходу 12 жовтня сил мамлюків.
Сам Петро розумів, що Александрією неможливо було керувати, враховуючи велику відстань звідси до Кіпру.